# 夏德

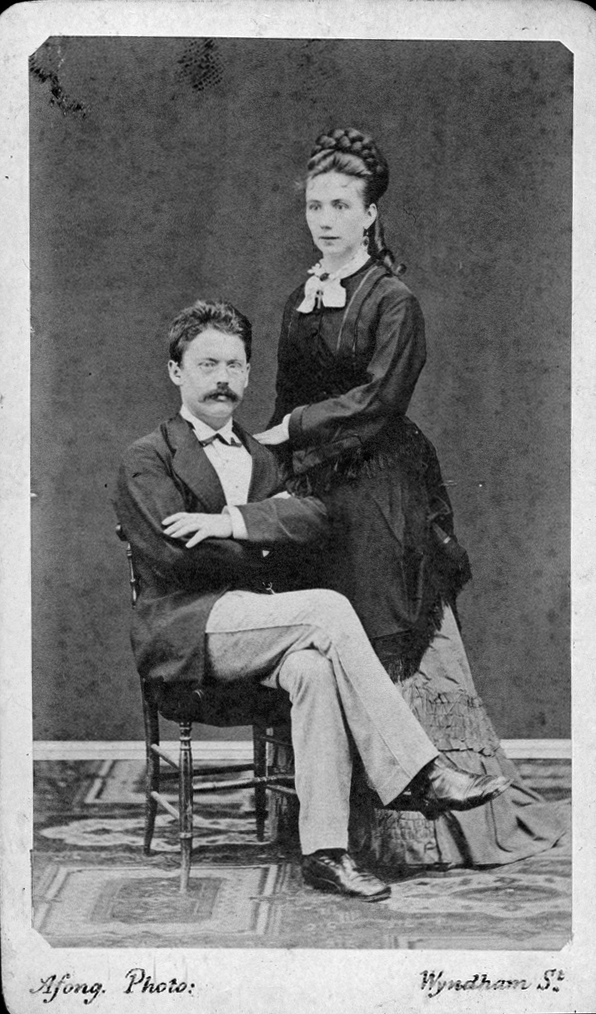
夏德夫妇 1872年

弗雷德瑞克·赫爾斯（德語：Friedrich Hirth，1845年4月16日—1927年1月10日），漢名夏德，生于德国萨克森哥达州（今图林根邦）格雷芬通纳，德裔美國籍漢學家。

## 生平
曾先后就学德国莱比锡大学、柏林大学等學校。1869年获得德国格賴夫斯瓦爾德大學博士学位。
1870年（清同治八年）来华在厦门海关任职。夏德在华研究中外交通历史和中国古代历史，旁及中国文字、艺术、工艺及家猫。
1911年（民国元年）和美国汉学家柔克义合作将宋代赵汝适所著《诸蕃志》翻译成英語。
1902年至1917年夏德出任美国哥伦比亚大学东方研究院主任，并被聘为首任丁龙讲座教授。当时在哥伦比亚大学读书的胡适就曾是其学生。
1918年夏德从哥伦比亚大学退休返回德國慕尼黑，但仍笔耕不缀。
1927年夏德在慕尼黑逝世。

## 著作

### 汉学
夏德关于汉学的英文、德文著作极多，許多頗具價值。
- 《中国海关的管理》1881年
- 《汉语种的外来词》1882年
- 《中国的艺术行业》1882年
- 《海关文献录》1885年
- 《中国与罗马》1885年
- 《古代的瓷器工商业研究》1888年
- 《中国文件小字典》1888年
- 《中国研究》1890年
- 《中国家猫史》1890年
- 《中国发明纸》1890年
- 《中国古瓷器艺术》1890年
- 《中国航海术》1895年
- 《中国古代的海上交通》1896年
- 《中国艺术中的外来影响》1896年
- 《中国艺术史》1898年
- 《山东与胶州》1898年
- 《中国的语言文字》1902年
- 《中国音韵》1903年
- 《一个收藏家关于清代画家的杂纪》1905年
- 《中国铜镜》 1907年
- 《中国文学，其历史、理论和美学》1911年
- 《中国的绘画艺术的原始文献》1917年
- 《禁书故事》1919年
- 《中国古代历史》1920年

### 其他編著
- 《海涅书信集》1914年
- 《海涅，一个冬天的童话》1915年。